# Rescue Terra I
Rescue Terra I es un videojuego publicado en 1982 por VentureVision para el Atari 2600. Fue el primer y único juego publicado por esta empresa. El objetivo es manejar una nave espacial que viaja hacia el planeta Terra I, y que en el camino se encontrará con peligros que intentarán impedir que el viaje termine exitosamente. Estos obstáculos se presentan en forma de meteoritos, naves, robots y platillos voladores, entre otros objetos.